# Kanovaren op de Olympische Zomerspelen 2020
Kanovaren is een van de sporten die is beoefend tijdens de Olympische Zomerspelen 2020 in Tokio. Het deelnemersveld bestond uit 326 atleten met een gelijke vertegenwoordiging van mannen en vrouwen. Het toernooi telde in totaal zestien evenementen die verspreid waren over twee disciplines: wildwaterslalom en vlakwatersprint. In tegenstelling tot voorgaande edities was het aantal evenementen voor mannen en vrouwen gelijk. Het kanovaren vond plaats op twee locaties; de slalomwedstrijden werden gehouden in het Kasai Canoe Slalom Centre en de sprintwedstrijden op de Sea Forest Waterway, beide aan en in de Baai van Tokio.

## Competitieschema
Hieronder volgt het competitieschema van het kanovaren op de Olympische Zomerspelen 2020. Het slalomtoernooi werd gehouden van 25 tot en met 30 juli 2021 en het vlakwatertoernooi van 2 tot en met 7 augustus 2021.
| S | Series | ¼ | Kwartfinale | ½ | Halve finale | F | Finale |

| Datum →       | 25     | 26     | 26     | 27     | 27     | 28     | 29     | 29     | 30     | 30     |        | 2      | 2      | 3      | 3      | 4      | 4      | 5      | 5      | 6      | 6      | 7      | 7      |
| Onderdeel ↓   | 25     | 26     | 26     | 27     | 27     | 28     | 29     | 29     | 30     | 30     |        | 2      | 2      | 3      | 3      | 4      | 4      | 5      | 5      | 6      | 6      | 7      | 7      |
| Slalom        | Slalom | Slalom | Slalom | Slalom | Slalom | Slalom | Slalom | Slalom | Slalom | Slalom | Slalom | Slalom | Slalom | Slalom | Slalom | Slalom | Slalom | Slalom | Slalom | Slalom | Slalom | Slalom | Slalom |
| ------------- | ------ | ------ | ------ | ------ | ------ | ------ | ------ | ------ | ------ | ------ | ------ | ------ | ------ | ------ | ------ | ------ | ------ | ------ | ------ | ------ | ------ | ------ | ------ |
| C-1 (m)       | S      | ½      | F      |        |        |        |        |        |        |        |        |        |        |        |        |        |        |        |        |        |        |        |        |
| C-1 (v)       |        |        |        |        |        | S      | ½      | F      |        |        |        |        |        |        |        |        |        |        |        |        |        |        |        |
| K-1 (m)       |        |        |        |        |        | S      |        |        | ½      | F      |        |        |        |        |        |        |        |        |        |        |        |        |        |
| K-1 (v)       | S      |        |        | ½      | F      |        |        |        |        |        |        |        |        |        |        |        |        |        |        |        |        |        |        |
| Vlakwater     |        |        |        |        |        |        |        |        |        |        |        |        |        |        |        |        |        |        |        |        |        |        |        |
| C-1 200m (v)  |        |        |        |        |        |        |        |        |        |        |        |        |        |        |        | S      | ¼      | ½      | F      |        |        |        |        |
| C-1 1000m (m) |        |        |        |        |        |        |        |        |        |        |        |        |        |        |        |        |        |        | S      | ¼      | ½      | F      |        |
| C-2 500m (v)  |        |        |        |        |        |        |        |        |        |        |        |        |        |        |        |        |        |        | S      | ¼      | ½      | F      |        |
| C-2 1000m (m) |        |        |        |        |        |        |        |        |        |        | S      | ¼      | ½      | F      |        |        |        |        |        |        |        |        |        |
| K-1 200m (m)  |        |        |        |        |        |        |        |        |        |        |        |        |        |        | S      | ¼      | ½      | F      |        |        |        |        |        |
| K-1 200m (v)  |        |        |        |        |        |        |        |        |        |        | S      | ¼      | ½      | F      |        |        |        |        |        |        |        |        |        |
| K-1 500m (v)  |        |        |        |        |        |        |        |        |        |        |        |        |        |        | S      | ¼      | ½      | F      |        |        |        |        |        |
| K-1 1000m (m) |        |        |        |        |        |        |        |        |        |        | S      | ¼      | ½      | F      |        |        |        |        |        |        |        |        |        |
| K-2 500m (v)  |        |        |        |        |        |        |        |        |        |        | S      | ¼      | ½      | F      |        |        |        |        |        |        |        |        |        |
| K-2 1000m (m) |        |        |        |        |        |        |        |        |        |        |        |        |        |        | S      | ¼      | ½      | F      |        |        |        |        |        |
| K-4 500m (m)  |        |        |        |        |        |        |        |        |        |        |        |        |        |        |        |        |        |        | S      | S      | ½      | F      |        |
| K-4 500m (v)  |        |        |        |        |        |        |        |        |        |        |        |        |        |        |        |        |        |        | S      | S      | ½      | F      |        |

## Medailles
Slalom
| Onderdeel | Goud | Goud            | Zilver | Zilver            | Brons | Brons            |
| --------- | ---- | --------------- | ------ | ----------------- | ----- | ---------------- |
| C1 (m)    | SLO  | Benjamin Savšek | CZE    | Lukáš Rohan       | GER   | Sideris Tasiadis |
| K1 (m)    | CZE  | Jiří Prskavec   | SVK    | Jakub Grigar      | GER   | Hannes Aigner    |
|           |      |                 |        |                   |       |                  |
| C1 (v)    | AUS  | Jessica Fox     | GBR    | Mallory Franklin  | GER   | Andrea Herzog    |
| K1 (v)    | GER  | Ricarda Funk    | ESP    | Maialen Chourraut | AUS   | Jessica Fox      |

Vlakwater
| Onderdeel     | Goud | Goud                                                 | Zilver | Zilver                                                             | Brons | Brons                                                           |
| ------------- | ---- | ---------------------------------------------------- | ------ | ------------------------------------------------------------------ | ----- | --------------------------------------------------------------- |
| C1 1000 m (m) | BRA  | Isaquias Queiroz                                     | CHN    | Liu Hao                                                            | MDA   | Serghei Tarnovschi                                              |
| C2 1000 m (m) | CUB  | Fernando Jorge Serguey Torres                        | CHN    | Liu Hao Zheng Pengfei                                              | GER   | Sebastian Brendel Tim Hecker                                    |
| K1 0200 m (m) | HUN  | Sándor Tótka                                         | ITA    | Manfredi Rizza                                                     | GBR   | Liam Heath                                                      |
| K1 1000 m (m) | HUN  | Bálint Kopasz                                        | HUN    | Ádám Varga                                                         | POR   | Fernando Pimenta                                                |
| K2 1000 m (m) | AUS  | Thomas Green Jean van der Westhuyzen                 | GER    | Max Hoff Jacob Schopf                                              | CZE   | Josef Dostál Radek Šlouf                                        |
| K4 500 m (m)  | GER  | Max Rendschmidt Ronald Rauhe Tom Liebscher Max Lemke | ESP    | Saúl Craviotto Marcus Walz Carlos Arévalo Rodrigo Germade          | SVK   | Samuel Baláž Denis Myšák Erik Vlček Adam Botek                  |
|               |      |                                                      |        |                                                                    |       |                                                                 |
| C1 0200 m (v) | USA  | Nevin Harrison                                       | CAN    | Laurence Vincent Lapointe                                          | UKR   | Ljoedmila Loezan                                                |
| C2 0500 m (v) | CHN  | Xu Shixiao Sun Mengya                                | UKR    | Ljoedmila Loezan Anastasia Tjetverikova                            | CAN   | Katie Vincent Laurence Vincent Lapointe                         |
| K1 0200 m (v) | NZL  | Lisa Carrington                                      | ESP    | Teresa Portela                                                     | DEN   | Emma Jørgensen                                                  |
| K1 0500 m (v) | NZL  | Lisa Carrington                                      | HUN    | Tamara Csipes                                                      | DEN   | Emma Jørgensen                                                  |
| K2 0500 m (v) | NZL  | Lisa Carrington Caitlin Regal                        | POL    | Karolina Naja Anna Puławska                                        | HUN   | Dóra Bodonyi Danuta Kozák                                       |
| K4 0500 m (v) | HUN  | Dóra Bodonyi Tamara Csipes Anna Kárász Danuta Kozák  | BLR    | Volha Khudzenka Maryna Litvinchuk Marharyta Makhneva Nadzeya Papok | POL   | Justyna Iskrzycka Karolina Naja Anna Puławska Helena Wiśniewska |